# Pingxi-Himmelslaternen-Fest

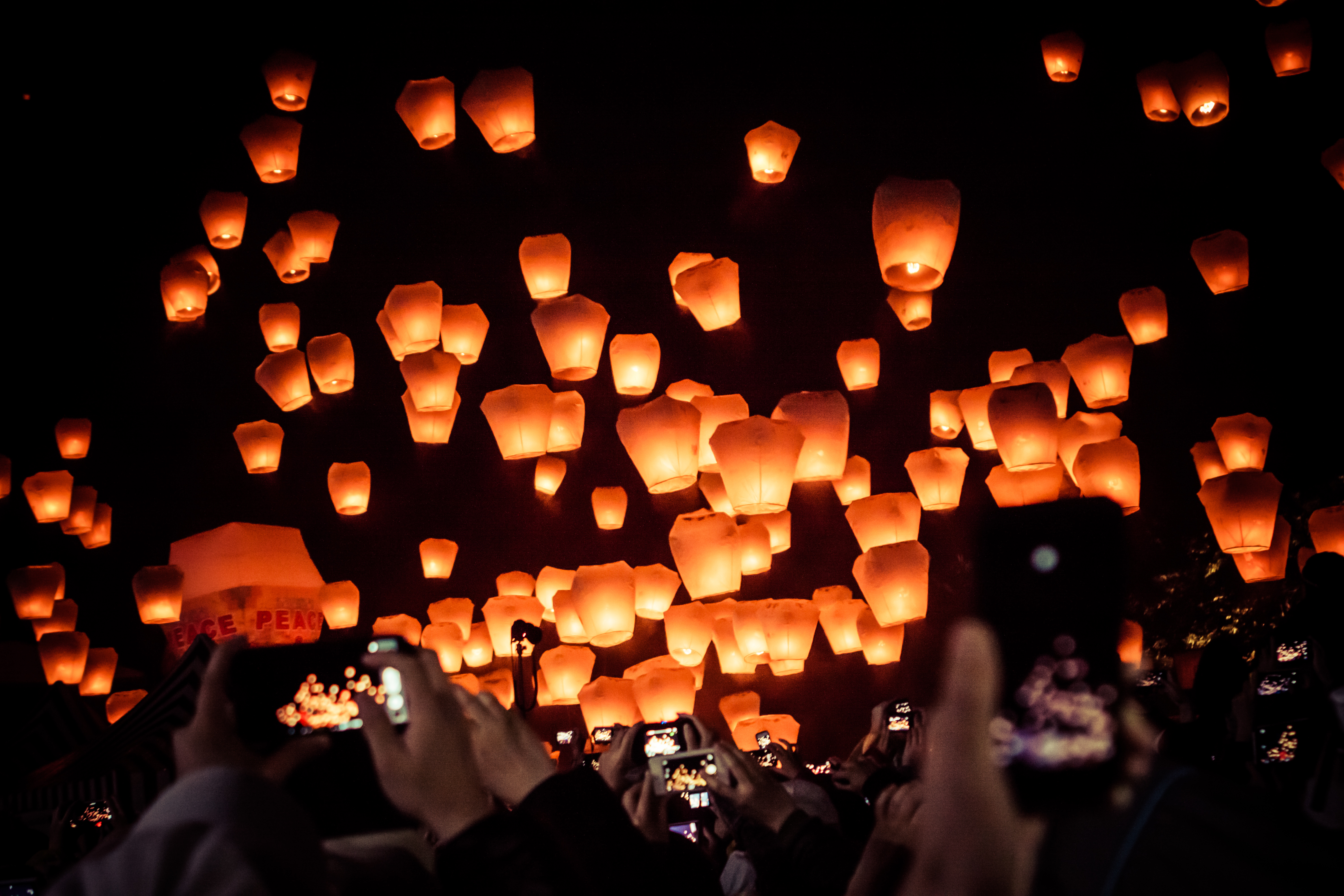
Steigende Himmelslaternen

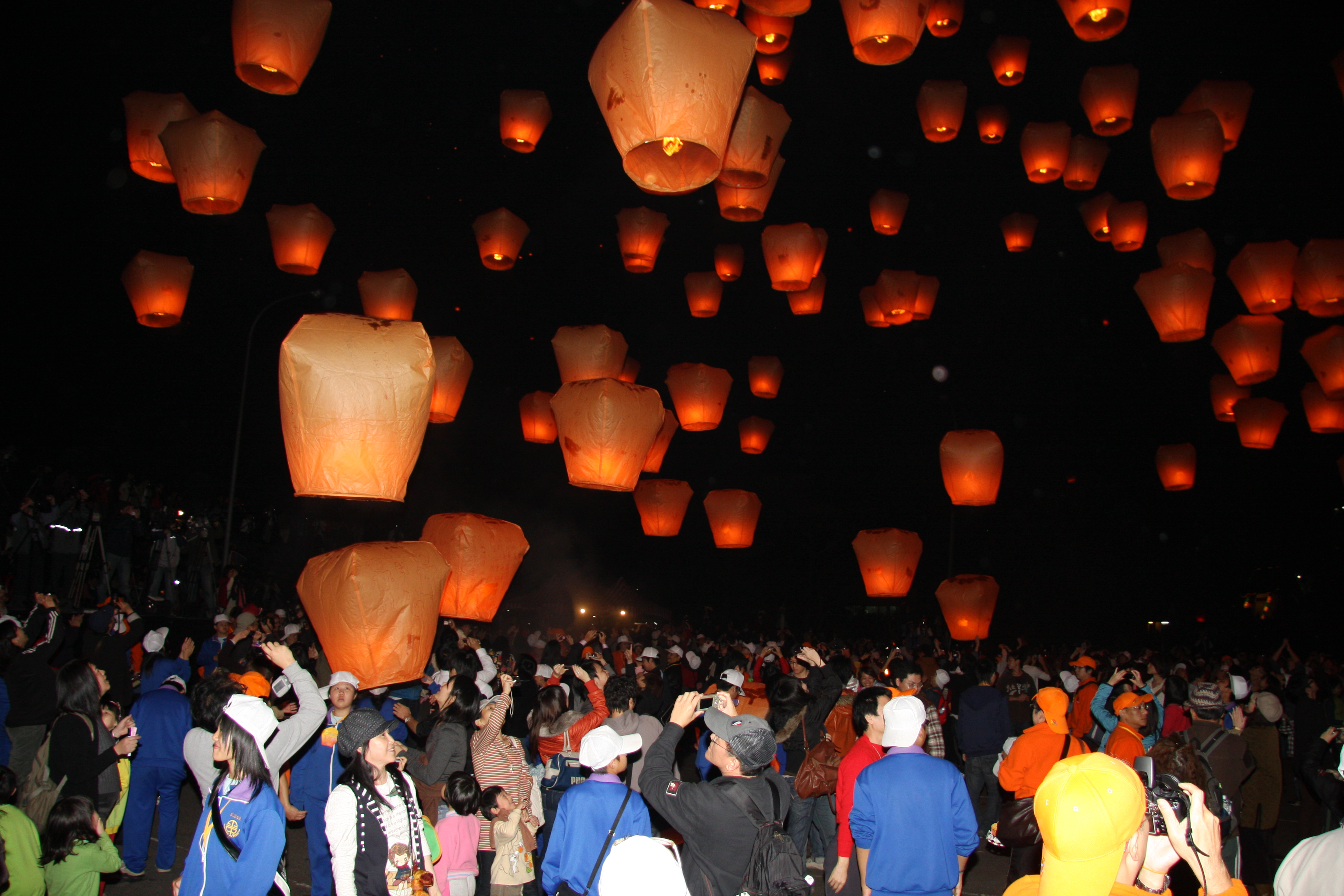
Teilnehmer lassen Laternen steigen

Das Pingxi-Himmelslaternen-Fest  (chinesisch 平溪天燈節 Píngxī Tiāndēng Jié) findet jährlich während des traditionellen chinesischen Laternenfestes (元宵節) im Bezirk Pingxi der taiwanischen Stadt Neu-Taipeh statt. Ursprünglich ein lokaler Brauch, wurde es seit der Jahrtausendwende einer breiten Öffentlichkeit bekannt und zieht heute zahlreiche Besucher aus ganz Taiwan und dem Ausland an.

## Geschichte
Zu Anfang des 19. Jahrhunderts wurde Pingxi, ein abgelegenes Berggebiet am Rand des Taipeh-Beckens, von Räuberbanden heimgesucht. Zu ihrer Sicherheit verließen die Dorfbewohner nach der Wintersonnenwende ihre Häuser, nachdem die Ernte eingebracht war, und flohen mit ihrem Hab und Gut in die Berge. Erst zum Laternenfest zu Anfang des neuen Jahres kehrten sie zurück und schickten zunächst jemanden voraus, um die Lage im Dorf auszukundschaften. Wenn alles sicher war, ließen die Kundschafter Himmelslaternen in den Himmel steigen, um den anderen die gute Nachricht zu übermitteln. Aus diesem Brauch entwickelte sich im Lauf der Zeit das heutige Pingxi-Himmelslaternenfest.

## Beschreibung
Das drei Tage dauernde Himmelslaternen-Fest findet jährlich Ende Januar oder Anfang Februar im Rahmen des chinesischen Laternenfestes statt, das im traditionellen Kalender zwei Wochen nach dem chinesischen Neujahr liegt. Die Besucher des Festes können ihre Wünsche auf Himmelslaternen schreiben und diese steigen lassen, womit sie symbolisch um die Erfüllung der Wünsche bitten. Die Laternen werden zum Teil kostenlos verteilt, zum Teil können sie gekauft werden. Sie werden nach Einbruch der Dunkelheit zwischen 18:00 und 21:00 Uhr auf gekennzeichneten Freiflächen steigen gelassen. Die Laternen werden in zeitlich festgelegten Wellen gleichzeitig entsandt, sodass sich am Nachthimmel der Anblick eines Lichtermeers ergibt. Darüber hinaus können Besucher innerhalb vorgegebener Bereiche und Zeiten auch einzeln Laternen steigen lassen. Es gibt insgesamt drei Veranstaltungsplätze, einen für jeden Abend. 

## Bekanntheit
Die Stadt Neu-Taipeh (damals noch Landkreis Taipeh) begann im Jahr 1999 damit, für das Himmelslaternenfest als touristische Attraktion zu werben. Im Jahr 2025 wurde Pingxi vom Tourismusamt der taiwanischen Regierung als eines von „100 touristischen Glanzlichtern Taiwans“ gelistet. Der amerikanische Reiseführer-Verlag Fodor's führte das Fest gemeinsam mit dem deutschen Oktoberfest im Jahr 2016 unter den „15 Festen, die Sie vor dem Tod besuchen sollten“.